# Piatigorskij
Piatigorskij (ros. Пятигорский) – osiedle w Rosji, w Kraju Stawropolskim, w rejonie priedgornym. W 2010 liczyło 4916 mieszkańców.